# Hans Werner Henze
Hans Werner Henze (født 1. juli 1926, død 27. oktober 2012) var en tysk komponist.

## Livshistorie
Henze meldte sig som frivillig soldat i 1943 under 2. verdenskrig. I begyndelsen af hans tjeneste medvirkede han i propagandafilmoptagelser, der blev fremlagt i biografernes ugerevy af Hærens propaganda, som om de var virkelige, men fremgangsrige filmscener. I 1944 blev han sammen med halvanden million andre soldater sendt til Berlin i forsvaret af førerkliken i forbindelse med det mislykkede kup mod Hitler den 20. juli 1944. Derefter blev han sendt til Schwerin og endte i Esbjerg, hvor en lærerfamilie tog sig af ham, inden han blev britisk krigsfange.
Alt dette kom til at præge stærke følelser af afmagt og had til sin nazistiske far og det nazistiske magtapparat. Henze så fascistiske tendenser i efterkrigstidens Tyskland og Østrig, og han beskrev tilværelsen i forbundsrepublikken som "at gå rundt blandt mordere", hvilket var en medvirkende årsag til, at han forlod Tyskland i 1953 for at slå sig ned i Marino i Castelli Romani, Italien. Her overtog han en olivenmark, hvor de femhundrede år gamle oliventræer hvert år producerede omtrent 200 liter olivenolie. 
Henze og samleveren Fausto Moroni, som han havde truffet i en antikvitetsforretning, havde også en lejlighed i London (Mayfair). I Marino tog han imod Berlins studenterleder Rudi Dutschke, der under en demonstration var blevet forsøgt slået ihjel af en civilklædt politiagent, der i virkeligheden tilhørte det højreradikale miljø omkring NPD.

## Musik
Henze blev tolvtone-komponist, men på et stilistisk grundlag, der lå nærmere ved Alban Bergs tematiske og tonalt farvede musik. Han stod også i høj grad i gæld til Igor Stravinskij med sit rytmiske og gestiske præg. Hans mest kendte ballet er Undine (flere variationer). 
Henze deltog i musikseminarerne i Darmstadt omkring 1950 i konkurrence med Karlheinz Stockhausen.
I en portrætfilm fra 2001 udtalte han, at folk rynkede på næsen af hans musik, fordi den havde dette rytmiske præg, bestemt for voldsom dans og bevægelse, og at han indrømmede han nok var mindre til Gurrelieder (af Schönberg) end til sacre af Stravinskij. 
Hans tidlige musik fra 1940'erne og 1950'eerne er præget af melankolsk lyricisme med indlag af jazz. Senere tager et enormt slagtøjsbatterier, kormodstillinger og massive orkestervirkninger over, men præget af en fri kompositionsmåde og stringente udviklingsforløb, der dog altid er emotionelt baserede og yderst raffinerede. Et kunstnerisk højdepunkt i seriøsitet er den niende symfoni, baseret på Anna Seghers roman Det syvende kors, om syv KZ-fanger, der flygter fra en koncentrationslejr. Kun den syvende (det syvendes kors), redder sig ud af Nazityskland på en flodpram og kommer til Holland. Efter dette værk, Requiemet og den uhyggeligt arkaiske "Phaedra" (2005) har hans musik genfundet ungdomsårenes lyse, lyriske tone. Hans 10. symfoni, der blev hans sidste, begynder med en stormscene, men afløses af en næsten-idyl i 2.satsens Hymne.

### Operaer og andre værker
Henze skrev en omkring en snes operaer, blandt andet Boulevard Solitude, Elegie for unge elskende, udgivet på plade og CD med Dietrich Fischer-Dieskau i partiet som den onde digter Mittenhofer, den komiske opera Der junge Lord fra 1965, indspillet på film og dvd i 1968 med uropsætningen. Der junge Lord er et meget tilgængeligt og menneskeligt vedkommende værk, lidt i stil Carl Nielsens Maskarade, blot med den stik modsatte holdning, og strammere komponeret og mere moderne end Nielsens støvede neoklassicisme. noget, der klæbede til dette danske nationalklenodie allerede ved tilblivelsen i 1905-6. Heroverfor står Henzes indsmigrende avantgardemusik fra 1965 med libretto af Ingeborg Bachmann som en en moderne klassiker. Der Prinz von Homburg (efter Kleist), König Hirsch (Kong Hjort), Bassariderne (1966 - efter et fragment af Euripides), En Cimmaron, en kammeropera baseret på historien om den virkelige historie om en 103-årig cubaner, der i sin tid var fragtet til Cuba fra Congo i Afrika, og havde været slave det meste af sit liv, Den engelske Kat, uropført i 1983 med Inga Nielsen i hovedrollen som katten Minette, der attrås af både Arnold og vildkatten Tom, der synger serenader for hende under fuldmånen, med libretto på engelsk af Edward Bond. Das verratene Meer 1986-89, baseret på en roman af den famøse japanske forfatter Yukio Mishima, der var fascist og begik filmdokumenteret harakiri i 1962), for blot at nævne enkelte titler. 
Ti symfonier, hvoraf en er ballet, f.eks. Visconti-operaen Marathondansen (1956), Undine for Convent Garden, indspillet på film og video fra 1959 med Frederik Ashton og Margot Fontaine kammermusik og instrumentalværker, deriblandt to klaverkoncerter, en dobbeltkoncert for obo og harpe skrevet for Heinz og Ursula Holliger), og "Tristan" - preludier for klaver, lydbånd og orkester - 1973), udgivet på plade i 1975 med Homero Francech, London Symphony Orchestra og Henze selv som dirigent, en kontrabaskoncert, strygesonater, en strygerfantasi, den særdeles dystre Barcharola per grande Orchestra (fra 1977), og kammermusik for næsten enhver tænkelig besætning.  
Henzes sidste sceniske værk, "Gisela! oder: Die merk - und denkwürdigen Wege des Glücks" (2010) er et forsøg på at skrive en tysk avantgarde schlagermusical, på en imødekommende måde for et bredere publikum.

## Opførelser
Henze oplevede en skandaleopførelse i september 1968 under uropførelsen af af oratoriet "Der Floss der Medusa", Medusas Flåde, baseret på en virkelig hændelse fra 1816 om et fransk skibsforlis ud for Afrikas vestkyst, og om de overlevende på tømmerflåden i den enorme multihal B tilknyttet Hamborgs Pflanzen un Blomen. Koncerten var direkte sendt over radioen. Episoden, der beskrives i stykket var også levendegjort af Theodore Gericaults maleri. I rollerne var blandt andet Edda Moser som døden, Dietrich Fischer-Dieskau, en fortæller. Musikken blev fremført af NDR's symfoniorkester og flere kor, blandt andet RIAS kammerkor. Sidstnævnte nægtede at synge under den røde fane, som Sozialistischer Deutscher Studentenbund (SDS) havde hængt ned fra den dirigentpult, hvorfra Henze skulle dirigerer. Fra dette tidspunkt sympatiserede Henze med studenteroprøret. Musikerne og Henze selv ville ikke spille under "politibeskyttelse", så de valgte at forlade salen, hvorpå der opstod håndgemæng mellem studeneroprørerne, højreradikale og politiet. Nogle uger senere blev stykket optaget for radioen med originalbesætningen og udsendt på plade (Deutsche Grammophon, 1968). 
I 2007 havde hans seneste opera, Phaedra, urpremiere i Berlin (Staatsoper Unter den Linden), med scenografi af den dansk-islandske billedkunstner Olafur Eliasson. Phaedra havde en mærkelig og mirakuløs tilblivelseshistorie, da Henze, efter at have færdiggjort første akt, gik i koma i gflere måneder, inden han vågnede op, og efter at have sundet sig skrev 2. akt af dette uhørt dystre værk, baseret på en græsk tragedie om en stedmors kærlighed til i helten og gudernes indblanden. Stykket turnerede herpå bl.a. til fuldt udsolgte gæstespil i Operaen i København.

## Venner
Til vennekredsen hørte den østrigske digter Ingeborg Backmann, der var bosat i Rom, den britiske digter W. H. Auden. Til dem begge havde han også et professionelt forhold. Peter Adam, Luchino Visconti, Torben Hardenberg, Oliver Knudsen, Hans Magnus Enzensberger. 
Til en koncert, hvor Henzes musik indgik, sagde Stravinskij til Henze, så publikum og verdensoffentligheden kunne høre det: "If I would like boys, I would like you!" (Dansk: Hvis jeg var til drenge, ville jeg være til dig). Dette foregik kort tid før Stravinskijfs død. 
En af Henzes nære venner i Danmark, var kunsthåndværkeren Torben Hardenberg. 
Blandt hans musiks fortalere er den mangeårige ven Oliver Knudsen, der har uropført en del af Henzes store værker i Radiohuset i København, Zürichs Paul Sacher, dirigenten Ingo Metschmacher og Berliner Philharmonikernes nuværende chefdirigent Sir Simon Rattle, der i de seneste år var Henzes nære støtte.

## Politisk og personligt  engagement
I 1969 rejste han til Cuba hvor han arbejdede som landarbejder, studerede cubansk musik og skrev sin 6. symfoni, der var en hyldest til Fidel Castros revolution. 
Sammen med sit politiske engagement erkendte han offentligt sin homoseksualitet. Det var en medvirkende årsag til, at han forlod Vesttyskland. Han følte sig som medlem af en af de minoritetsgrupper, samfundet i Tyskland undertrykte. Hans politiske vækkelse bragte vrede og protest ind i hans musik, der provokerede især det vesttyske publikum. 
Han spillede også en rolle i oprettelsen af det festspillene Cantiere Internazionale d’Arte  (International Kunstworkshop) i Montepulciano, hundrede kilometer nord for sit hjem i Marino, Cantiere di Monttepulciano, hvor kunstnere som dirigenten Riccardo Chailly og guitaristen Julian Bream - og Montepulcianos kommunalorkester! Og ikke mindst ungdommen i den lille bjergby - satte hinanden stævne med verdensmusikken.

## Udgivelser
En lang række af hans værker er udgivet på CD.
Et filmportræt fra 2001 på engelsk med interview og suppleret med urførelsen af Henzes ordløse Requiem, der med undertitlen "Ni åndelige koncerter", med titler taget fra den romersk-katolske liturgi, instrumentalt nøje følger "handlingen" i den underforstået latinske tekst (som alligevel ingen, eller næsten ingen, forstår i dag, og da slet ikke, om det havde været sunget, som hos Verdi, Mozart, Fauré, etc.). Henzes ordløse Requiem, hvor musikken "taler", fås også separat på CD, men på denne DVD med dokumentarportrættet på engelsk, er Henzes Requidem fastholdt på film med Ensemble Modern, det samme orkester som på CD'en, men her fremført i Berlins Kammerphilharmonie.
Hans Werner Henzes erindringer er udgivet 1995 under titlen "Reiselieder mit bömische Kvinten", oversat på engelsk til "Boehemian Fiths. An Autography".